# Tunoa Lui
Tunoa Lui é um ex-treinador de futebol da Samoa Americana, tendo treinado a Seleção da Samoa Americana de Futebol, participando da maior goleada do futebol, a derrota por 31-0 para a Austrália. Ele reisgnou da posição em 30 de julho de 2001, um ano após assumir o cargo, deixando a seleção sem treinador por dois anos até a contratação emergencial de Ian Crook. Em 2011, ele treinou a Seleção Samoana de Futebol.